# Cratere Jojutla
Jojutla  è un cratere sulla superficie di Marte.